# Richárd Weisz
Richárd Weisz (Budapeste, 30 de abril de 1879 — Budapeste, 4 de dezembro de 1945) foi um lutador de luta greco-romana húngaro.

## Carreira
Foi vencedor da medalha de ouro na categoria acima de 93 kg em Londres 1908.